# Universidade Rainha Njinga a Mbandi
A Universidade Rainha Njinga a Mbandi (URNM) é uma universidade pública angolana, sediada na cidade de Malanje.
A universidade surgiu da fusão do Instituto Superior Politécnico de Malanje com a Escola Superior Politécnica de Malanje e o Instituto Superior Técnico Agro-alimentar de Malanje, além da integração às suas estruturas das faculdades do campus de Malanje da Universidade Lueji A'Nkonde, em 2020.
Tem sua área de atuação restrita a província de Malanje.

## Origem do nome
A universidade homenageia a rainha Ana de Sousa Ginga (1582-1663), poderosa soberana inicialmente do Reino do Dongo e depois do Reino Unido Dongo-Matamba. No termo final de seu reinado, sua corte estava instalada em Santa Maria do Calaquesse (proximidades do atual povoado de Mussango), no nordeste da atual província de Malanje.

## Histórico
Em 2008, com a reforma do ensino superior promovida pelo governo de Angola, surge a proposta de criação de unidades de ensino superior politécnicas em Malanje, uma vez que a capital desta província, à época, não dispunha cursos politécnicos de ensino superior. De tal proposta surgiu o Instituto Superior Politécnico de Malanje, instrumentalizado pelo decreto-lei n.° 7/09, de 12 de maio de 2009, aprovado pelo Conselho de Ministros. No mesmo bojo surgiu também a Escola Superior Politécnica de Malanje e o Instituto Superior Técnico Agro-alimentar de Malanje.
O mesmo decreto dividiu as funções do antigo Instituto Superior de Ciência de Educação de Malanje em duas faculdades (educação e medicina), criando o campus de Malanje da Universidade Lueji A'Nkonde.
Mais de 11 anos depois, por intermédio do decreto presidencial nº 285, de 29 de outubro de 2020, as várias instituições autônomas da cidade foram reunidas nos auspícios do Instituto Superior Politécnico de Malanje para formar a Universidade Rainha Njinga a Mbandi (URNM).

## Estrutura
A universidade possui as seguintes unidades orgânicas:
- Faculdade de Medicina;
- Instituto Politécnico;
- Instituto de Tecnologia Agro-Alimentar.